# Olly Blackburn
Olly Blackburn (także Oliver Blackburn i Ollie Blackburn) (ur. w Londynie) – brytyjski reżyser i scenarzysta.
Absolwent Uniwersytetu Oksfordzkiego (1993) i Tisch School of the Arts.

## Filmografia
- 1982 – A Shocking Accident
- 2008 – Donkey Punch
- 2014 – Kristy
- 2016 – Wiktoria (1 sezon, odc. 6–8)
- 2018 – The Widow (odc. 5–8)
- 2019 – Sandition (odc. 1–3)